# 佐世保市立楠栖小学校
佐世保市立楠栖小学校（させぼしりつ くすずみしょうがっこう、Sasebo City Kusuzumi Elementary School）は、長崎県佐世保市小佐々町楠泊（くすどまり）にある公立小学校。

## 概要
歴史
1884年（明治17年）に「公立中等前川小学校　楠栖分校」として創立。1886年（明治19年）に独立。2014年（平成26年）に創立130周年を迎えた。
学校教育目標
「確かな学力を身に付け、地域を愛する、情操豊かで心身ともにたくましい子どもの育成」
校章
左右に翼の絵を置き、中央に「楠小」の文字（縦書き）を置いている。
校歌
作詞は友川伝、作曲は磯田有志朗による。歌詞は2番まであり、各番に校名の「楠栖」が登場する。
校区
「長崎県佐世保市小佐々町」の後に「楠泊（くすどまり）、矢岳（やだけ）」が続く地域（小佐々西部地区）。中学校区は佐世保市立小佐々中学校。

## 沿革
前史
- 1874年（明治7年）11月14日 - 小笹村九艘泊（楠泊）に「楠栖小学校」が開校。
  - 「栖」には「泊まる」という意味があり、校名には泊の代わりに「栖」の漢字が使用された。
  - 時期は不明だが、閉校。

正史
- 1884年（明治17年）- 「 公立中等前川小学校 楠栖分校」が設置される。
  - 楠泊免字谷1065番地（現・光福寺の下）の民家を仮校舎とする。初代訓導は本田精次郎。
- 1886年（明治19年）9月 - 小学校令が施行される。
  - 前川小学校から分離し、「簡易楠栖小学校」として独立。簡易科（修業年限3年）を設置。
  - 佐々村（現・佐々町立口石小学校校地）に長崎県第十三高等小学校が設置される。学区を柚木・大野・皆瀬・中里・山口（後の相浦地域）・俵ヶ浦・佐々・吉井・世知原・江迎・小佐々の11村としていた。各地の尋常小学校を修了した児童を対象としており、遠方の児童のために寄宿舎が設けられた。
- 1889年（明治22年）4月1日 - 町村制の施行により、小佐々村立の小学校となる。
- 1892年（明治25年）
  - 4月 - 尋常科（修業年限4年）を設置の上、「楠栖尋常小学校 」に改称。
  - 6月 - 長崎県第十三高等小学校が廃止され、佐々村とその周辺の村の計8村で学校組合を組織した上で「組合立口石高等小学校」が設置される。校地・校舎は第十三高等小学校のものを継承。
- 1896年（明治29年）9月 - 楠泊免1975番地宮田に校舎を新築し移転を完了。
- 1898年（明治31年）- 校舎を増築。
  - 2月 - 組合立口石高等小学校が廃止され、高等小学校進学希望者は佐々村の佐々尋常高等小学校の高等科に通学することとなる。
- 1899年（明治32年）4月 - 高等科を併置の上、「楠栖尋常高等小学校 」に改称（尋常科4年・高等科2年）。小佐々尋常小学校よりも早く高等科が併置された（小佐々尋常小学校への高等科の併置は1914年（大正3年））。初代校長に石田虎五郎が任命される[2]。
- 1900年（昭和33年）- 矢岳分校設立の動きがあったが、実現には至らず。
- 1903年（明治36年）10月 - 楠栖実業補習学校を併設。
- 1908年（明治41年）4月1日 - 小学校令の改正により、義務教育年限（尋常科の修業年限）が4年から6年に延長される。
  - 旧高等科1年を尋常科5年、旧高等科2年を尋常科6年、旧高等科3年を高等科1年、旧高等科4年を高等科2年に振り替える。
- 1919年（大正8年）9月 - 丸岳に移転。
- 1923年（大正12年）4月 - 高等科の修業年限を3年とする。
- 1926年（大正15年）7月 - 併設の実業補習学校が青年訓練認定となる。
- 1927年（昭和2年）6月 - 講堂兼教室が完成。
- 1934年（昭和9年）3月 - 高等科3年を廃止。
- 1935年（昭和10年）6月 - 青年学校令の施行により、併設の実業補習学校が「楠泊青年学校」に改称。
- 1940年（昭和15年）2月 - 児童数の増加により、運動場に木造2階建て校舎1棟（14教室）を建設。隣接地に新運動場を造成。
- 1941年（昭和16年）4月1日 - 国民学校令の施行により、「小佐々村楠栖国民学校」に改称。尋常科を初等科に改める（初等科6年・高等科2年）。
- 1942年（昭和17年）8月 - 暴風で昭和2年完成の講堂が倒壊。
- 1943年（昭和18年）- 講堂を再建。
- 1947年（昭和22年）
  - 4月1日 - 学制改革（六・三制の実施）が行われる。
    - 国民学校の初等科が改組され、「小佐々村立楠栖小学校」となる。
    - 国民学校の高等科と青年学校の普通科が改組され、「小佐々村立楠栖中学校[3]」（新制中学校）が発足。
    - 中学校に校舎の一部を貸与。
- 1950年（昭和25年）
  - 5月3日 - 町制施行により小佐々町が発足。これに伴い「小佐々町立楠栖小学校」に改称。
  - 12月 - 戸の崎に中学校の新校舎が完成し移転を完了。これにより併設を完了。
  - この年 - 中校舎を改築。工事中は楠泊地区公民館や日鉄矢岳会館を借用して授業を行った。
- 1955年（昭和30年）- 完全給食を開始。
- 1959年（昭和34年）4月 - 在籍児童数が最大の1,740名（38学級）を記録する。
  - この後、炭鉱の閉山（1962年（昭和37年）に町内最大の炭鉱、矢岳炭鉱が閉山）により、児童数は減少。
- 1964年（昭和39年）4月- 特殊学級（1学級）を設置。
- 1966年（昭和41年）
  - 4月 - 特殊学級をもう1学級増設。
  - 10月 - 体育館が完成。
- 1987年（昭和62年）- 現在地に鉄筋コンクリート造新校舎が完成し移転を完了[4]。旧校地には現在公営の楠ヶ丘団地となっている[4]（楠泊993番地、北緯33度13分12.4秒 東経129度34分52.0秒）。
- 2006年（平成18年）4月1日 - 市町村合併より、「佐世保市立楠泊小学校」（現校名）に改称。
- 2007年（平成19年）4月1日 - 2学期制を開始。

## アクセス
最寄りのバス停
- 西肥自動車（西肥バス）「楠栖小学校」バス停

最寄りの国道・県道
- 長崎県道18号佐々鹿町江迎線

## 周辺
- 楠泊郵便局
- 江迎警察署小佐々警察官駐在所
- 姫神社
- 光福寺

## 関連事項
- 長崎県小学校一覧
- 佐世保市小学校一覧